# Stefan Maierhofer
Stefan Maierhofer (ur. 16 sierpnia 1982 w Gablitz) – austriacki piłkarz grający na pozycji napastnika.

## Kariera klubowa
Karierę zawodniczą Maierhofer rozpoczął w amatorskim klubie SV Gablitz, a występował także w FC Tulln. Następnie trafił do First Vienna FC i występował w austriackiej Regionallidze. Z kolei latem 2003 przeszedł do amatorskiego SV Langenrohr, w którym przez dwa grał w rozgrywkach Landesligi.
W 2005 roku Maierhoferem zainteresował się Bayern Monachium i zawodnik trafił do amatorskich rezerw tego klubu. W Regionallidze wykazywał się wysoką skutecznością. W sezonie 2005/2006 zdobył 10 goli, a w następnym – 11. Miał jednak problemy z przebiciem się do pierwszej drużyny Bayernu, ale 28 października 2006 zadebiutował w Bundeslidze w wygranym 2:0 domowym spotkaniu z Eintrachtem Frankfurt, gdy w 88. minucie zmienił Claudio Pizarro. W niemieckiej pierwszej lidze wystąpił jeszcze w jednym meczu, przegranym 0:1 z Hannoverem.
Na początku 2007 roku Maierhofer przeszedł do drugoligowego TuS Koblenz. 2 lutego rozegrał dla tego klubu swój pierwszy mecz, wygrany 1:0 z Eintrachtem Brunszwik. Już latem tamtego roku ponownie zmienił barwy klubowe i został zawodnikiem SpVgg Greuther Fürth (debiut 12 sierpnia w zremisowanym 1:1 meczu z Erzgebirge Aue). W Fürth grał pół roku.
W styczniu 2008 roku Stefan wrócił do Austrii i podpisał kontrakt z Rapidem Wiedeń, a suma transferu wyniosła 600 tysięcy euro. W Rapidzie swój debiut zaliczył 16 lutego w meczu z Austrią Kärnten. Do końca sezonu zdobył 7 goli i przyczynił się do wywalczenia mistrzostwa kraju przez Rapid. Z kolei w sezonie 2008/2009 zdobył 23 bramki i zaliczył m.in. hat-tricki w meczach z LASK Linz (5:0) i SCR Altach (8:1).
31 sierpnia 2009 Maierhofer przeszedł za 1,8 miliona funtów do angielskiego Wolverhampton Wanderers. 12 września 2009 zadebiutował w Premier League w meczu z Blackburn Rovers (1:3) i w debiucie zdobył gola. W czasie swojego pobytu w angielskim klubie został wypożyczony dwa razy: do Bristol City, gdzie rozegrał tylko 3 spotkania, oraz do klubu 2 Bundesligi MSV Duisburg.
24 sierpnia zawodnik wrócił do kraju podpisując 2-letni kontrakt z Red Bull Salzburg. W 2013 roku odszedł do 1. FC Köln, w którym spędził pół sezonu. Następnie grał w Millwall, SC Wiener Neustadt, ponownie w Millwall, w 2015 przeszedł do FK AS Trenčín. W 2017 roku trafił do SV Mattersburg
| Sezon     | Klub                    | Kraj     | Rozgrywki      | Mecze | Bramki |
| --------- | ----------------------- | -------- | -------------- | ----- | ------ |
| 2001/2002 | FC Tulln                | Austria  | 2. Landesliga  | ?     | ?      |
| 2002/2003 | First Vienna FC         | Austria  | Regionalliga   | 18    | 2      |
| 2003/2004 | SV Langenrohr           | Austria  | Landesliga     | ?     | ?      |
| 2004/2005 | SV Langenrohr           | Austria  | Landesliga     | ?     | ?      |
| 2005/2006 | Bayern Monachium amat.  | Niemcy   | Regionalliga   | 28    | 10     |
| 2006/2007 | Bayern Monachium amat.  | Niemcy   | Regionalliga   | 14    | 11     |
| 2006/2007 | Bayern Monachium        | Niemcy   | Bundesliga     | 2     | 0      |
| 2006/2007 | TuS Koblenz             | Niemcy   | 2. Bundesliga  | 14    | 3      |
| 2007/2008 | SpVgg Greuther Fürth    | Niemcy   | 2. Bundesliga  | 10    | 2      |
| 2007/2008 | Rapid Wiedeń            | Austria  | Bundesliga     | 11    | 7      |
| 2008/2009 | Rapid Wiedeń            | Austria  | Bundesliga     | 35    | 23     |
| 2009/2010 | Rapid Wiedeń            | Austria  | Bundesliga     | 3     | 1      |
| 2009/2010 | Wolverhampton Wanderers | Anglia   | Premier League | 9     | 1      |
| 2009/2010 | Bristol City            | Anglia   | Championship   | 3     | 0      |
| 2010/2011 | MSV Duisburg            | Niemcy   | 2. Bundesliga  | 27    | 8      |
| 2011/2012 | Red Bull Salzburg       | Austria  | Bundesliga     | 29    | 14     |
| 2012/2013 | Red Bull Salzburg       | Austria  | Bundesliga     | 10    | 1      |
| 2012/2013 | 1. FC Köln              | Niemcy   | 2. Bundesliga  | 14    | 1      |
| 2013/2014 | Millwall                | Anglia   | Championship   | 11    | 2      |
| 2014/2015 | SC Wiener Neustadt      | Austria  | Bundesliga     | 4     | 1      |
| 2014/2015 | Millwall                | Anglia   | Championship   | 10    | 1      |
| 2015/2016 | FK AS Trenčín           | Słowacja | 1. liga        | 10    | 2      |
| 2016/2017 | SV Mattersburg          | Austria  | Bundesliga     | 14    | 2      |
| 2017/2018 | SV Mattersburg          | Austria  | Bundesliga     |       |        |

## Kariera reprezentacyjna
W reprezentacji Austrii Maierhofer zadebiutował 20 sierpnia 2008 roku w zremisowanym 2:2 towarzyskim meczu z Włochami. Wcześniej w tym samym roku był w szerokiej kadrze Austrii na Euro 2008, jednak nie znalazł się w 23-osobowej drużynie na ten turniej.